# Landkanton Wolfenbüttel (Ost)
Der Kanton Wolfenbüttel (Ost) bestand von 1807 bis 1813 im Distrikt Braunschweig im Departement der Oker im Königreich Westphalen und wurde durch das Königliche Decret vom 24. Dezember 1807 gebildet. Die Verwaltung des Kantons, der keinen eigenen Hauptort hatte, fand von Wendessen aus statt.

## Gemeinden
- Ahlum mit Atzum
- Dettum
- Evessen sowie Groß- und Klein-Denkte
- Gilzum mit Hachum
- Mascherode
- Salzdahlum mit Ober- und Nieder-Dahlum (vorheriger Amtssitz)
- Volzum mit Apelnstedt
- Wendessen mit Linden